# Discographie de Randy Newman
Cette page présente la discographie de Randy Newman.
Randy Newman totalise au cours de sa carrière musicale dix-sept albums, comprenant dix albums studio, un album live et six compilations. Il contribue aussi à plus vingt-six musiques de film et bandes originales, à la fois pour le cinéma mais aussi occasionnellement pour la télévision.

## Albums studio
| Année | Album               | Classements américains (Billboard 200) |
| ----- | ------------------- | -------------------------------------- |
| 1968  | Randy Newman        | —                                      |
| 1970  | 12 Songs            | —                                      |
| 1972  | Sail Away           | 163                                    |
| 1974  | Good Old Boys       | 36                                     |
| 1977  | Little Criminals    | 9                                      |
| 1979  | Born Again          | 41                                     |
| 1983  | Trouble in Paradise | 64                                     |
| 1988  | Land of Dreams      | 80                                     |
| 1999  | Bad Love            | 194                                    |
| 2008  | Harps and Angels    | 30                                     |
| 2017  | Dark Matter         | —                                      |

## Albums live
- Randy Newman Live (1971)

## Compilations
- Lonely at the Top: The Best of Randy Newman (1987)
- Guilty: 30 Years of Randy Newman (1998)
- The Best of Randy Newman (2001)
- The Randy Newman Songbook Vol. 1 (2003)
- The Randy Newman Songbook Vol. 2 (2011)
- The Randy Newman Songbook Vol. 3 (2016)

## Comédie musicale
- Randy Newman's Faust (1995)

## Bandes son

### Pour le cinéma
- 1971 : Cold Turkey de Norman Lear
- 1981 : Ragtime de Miloš Forman
- 1984 : Le Meilleur (The Natural) de Barry Levinson
- 1989 : Portrait craché d'une famille modèle (Parenthood) de Ron Howard
- 1990 : L'Éveil (Awakenings) de Penny Marshall
- 1990 : Avalon de Barry Levinson
- 1994 : Le Journal (The Paper) de Ron Howard
- 1994 : Maverick de Richard Donner
- 1995 : Toy Story de John Lasseter
- 1996 : James et la Pêche géante (James and the Giant Peach) de Henry Selick
- 1996 : Michael de Nora Ephron
- 1997 : Dany, le chat superstar (Cats Don't Dance) de Mark Dindal
- 1998 : 1 001 pattes (A Bug's Life) de John Lasseter et Andrew Stanton
- 1998 : Pleasantville de Gary Ross
- 1999 : Toy Story 2 de John Lasseter, Ash Brannon et Lee Unkrich
- 2000 : Mon beau-père et moi (Meet the Parents) de Jay Roach
- 2001 : Monstres et Cie (Monsters, Inc.) de Pete Docter, David Silverman et Lee Unkrich
- 2003 : Pur Sang, la légende de Seabiscuit (Seabiscuit) de Gary Ross
- 2004 : Mon beau-père, mes parents et moi (Meet the Fockers) de Jay Roach
- 2006 : Cars de John Lasseter et Joe Ranft
- 2008 : Jeux de dupes (Leatherheads) de George Clooney
- 2009 : La Princesse et la Grenouille (The Princess and the Frog) de Ron Clements et John Musker
- 2010 : Toy Story 3 de Lee Unkrich
- 2013 : Monstres Academy (Monsters University) de Dan Scanlon
- 2017 : The Meyerowitz Stories de Noah Baumbach
- 2017 : Cars 3 de Brian Fee
- 2019 : Toy Story 4 de Josh Cooley
- 2019 : Marriage Story de Noah Baumbach

Randy Newman a aussi contribué à la bande son des films Performance (1970), Fatherland,Trois Amigos ! (1986) et Babe, le cochon dans la ville (1998) sans pour autant la composer entièrement.

### Pour la télévision
- Cop Rock (1990)
- Monk (2003–2009)

## DVD
- Live at the Odeon (1983), avec Ry Cooder et Linda Ronstadt
- Sound Stage (2003), avec Lyle Lovett et Mark Isham